# Asien Afrika Lateinamerika
Asien, Afrika, Lateinamerika (aala) (Untertitel: „Zeitschrift des Zentralen Rates für Asien-, Afrika- und Lateinamerikawissenschaften in der DDR“) war das wichtigste Publikationsorgan der Regionalwissenschaftler der DDR.

## Geschichte
Herausgegeben wurde die Zeitschrift vom Zentralen Rat für Asien-, Afrika- und Lateinamerikawissenschaften (ZENTRAAL). Sie erschien ab 1973 im Akademie-Verlag Berlin und ist aus den 1953 von Richard Hartmann begründeten Mitteilungen des Instituts für Orientforschung (MIO) hervorgegangen, die 1972 durch den ZENTRAAL übernommen worden waren.
Zunächst erschien die Zeitschrift mit vier Heften, ab 1975 mit sechs Heften pro Jahr. Außerdem erschienen jährlich zumeist ein thematisches Beiheft sowie ein fremdsprachiges Sonderheft.
Nach der Wiedervereinigung 1989 wurde sie noch bis zu ihrer Einstellung im Jahr 2002 weitergeführt. Letzter Chefredakteur war seit 1995 der langjährige Autor und Mitherausgeber Martin Robbe. Seit 1990 stand der Zeitschrift ein aus ost- und westdeutschen Experten zusammengesetzter Beirat zur Seite. aala wurde 1993 von Harwood Academic Publishers gekauft, zuletzt gehörte die Zeitschrift der Taylor and Francis Group.
Zu den Autoren, die in aala veröffentlicht wurden, gehörten: Gerhard Höpp, Lothar Rathmann, Ilse Itscherenska, Wolfgang G. Schwanitz, Günter Barthel, Henner Fürtig, Mustafa Haikal, Angelika Timm, Regina Karachouli, Davoud Norouzi.